# КП Льєж (хокейний клуб)
КП «Льєж» (фр. Cercle des Patineurs Liègeois) — бельгійський хокейний клуб з м. Льєж.  Хокейний клуб засновано в 1939 році.

## Історія
КП «Льєж» десятиразовий чемпіон Бельгії — 1949, 1955, 1960, 1961, 1963, 1964, 1965, 1972, 1973 та 1974.
Фіналіст Кубка Шпенглера 1966 року.